# Bonaventura Carles Aribau Farriols
Bonaventura Carles Aribau Farriols (Barcelona, 1798 — Barcelona, 1862) foi um escritor catalão. Iniciador do renascimento literário catalão, foi co-editor da famosa Biblioteca de autores espanhóis. Sua obra  foi Ode à Pátria (1832).